# 森下敏弥
森下 敏弥（もりした としや、1963年〈昭和38年〉10月1日 - ）は、日本の政治家。百田尚樹が代表を務める日本保守党の最初の公認候補として碧南市議会議員に当選した。

## 経歴
1963年（昭和38年）10月1日、愛知県碧南市大浜下区に生まれる。碧南市立大浜小学校、碧南市立南中学校、愛知県立碧南高等学校を経て、愛知工業大学を卒業。
1986年（昭和61年）、アイシン・エィ・ダブリュ（当時アイシン・ワーナー株式会社、現アイシン）に入社し、自動車部品設計開発を担った。この間、2014年（平成26年）からは大浜にぎわいづくり実行委員会委員に就任し、大浜てらまちウォーキングの企画立案や推進を行うなど地域振興に勤しんだ。2018年（平成30年）には第6次碧南市総合推進計画審議委員を務め、2021年（令和3年）から翌年にかけて、KATCH番組審議委員を務めた。2023年（令和5年）9月、アイシンを定年退職した。
2024年（令和6年）2月9日、日本保守党の党としての公認候補第一号として碧南市議会議員に立候補することが決まった。同党共同代表の河村たかし名古屋市長は投開票日前日を含む5度に亙って応援演説に駆け付け、4月21日の投開票の結果、1090票を獲得し11位で当選した。日本保守党にとっては初めての当選者となった。当選後、禰冝田拓治と会派翔政会を結成し幹事長となった。

## 人物
- 好きな書籍は、『日本国紀』（百田尚樹著）および『由布院モデル：地域特性を活かしたイノベーションによる観光戦略』（大澤健・米田誠司著）である[+ 2]。

## 政策・主張

### 国政
- 永住外国人に対する地方参政権認可の阻止[X 1]。

### 碧南市政
- 碧南市に住み続けたいと思えるように、医療費・給食費・おむつ費の公費負担、子育て相談が容易にできる環境整備[+ 7]。
- 地域の足の確保のため、公共交通機関の利便性向上、市内循環バスの拡充、市内商店の発展推進[+ 7]。
- 災害対策として、市民協働活動への取組支援、避難所拡充・町内会支援[+ 7]。

## 選挙歴
| 当落 | 選挙                     | 執行日         | 年齢 | 選挙区 | 政党       | 得票数 | 得票率 | 定数 | 得票順位 /候補者数 | 政党内比例順位 /政党当選者数 |
| ---- | ------------------------ | -------------- | ---- | ------ | ---------- | ------ | ------ | ---- | ------------------ | ---------------------------- |
| 当   | 愛知県碧南市議会議員選挙 | 2024年04月21日 | 60   | ――     | 日本保守党 | 1090票 |        | 1    | 11/26              | /                            |

### 新聞サイト出典
1. ↑  「「日本保守党」第1号公認候補者が初当選　愛知・碧南市議選」『中日新聞』2024年4月21日。オリジナルの2024年4月21日時点におけるアーカイブ。

### ウェブサイト出典
1. 1 2 3 4 5 6 7 8  “公認候補予定者第１号決定！”.   日本保守党 (2024年2月10日). 2024年2月18日時点のオリジナルよりアーカイブ。2024年10月21日閲覧。
2. 1 2 3  “森下としや（モリシタトシヤ）”. 選挙ドットコム. 2024年5月27日時点のオリジナルよりアーカイブ。2024年10月21日閲覧。
3. ↑  “愛知県碧南市市議会議員選挙が始まっています”.   日本保守党 (2024年4月19日). 2024年4月19日時点のオリジナルよりアーカイブ。2024年10月21日閲覧。
4. 1 2  “初の公認候補が見事初当選！”.   日本保守党 (2024年4月21日). 2024年4月21日時点のオリジナルよりアーカイブ。2024年10月21日閲覧。
5. ↑  “碧南市議会議員選挙”. 選挙ドットコム. 2024年4月22日時点のオリジナルよりアーカイブ。2024年10月21日閲覧。
6. ↑  “会派の構成｜碧南市議会”. 2024年6月19日時点のオリジナルよりアーカイブ。2024年10月21日閲覧。
7. 1 2 3  “森下敏弥（としや）”. タウンマッチ. 2024年5月23日時点のオリジナルよりアーカイブ。2024年10月21日閲覧。

### X出典
1. ↑  森下敏弥 [@morishita2024] (2024年10月17日). "絶対に阻止しなければなりません。". X（旧Twitter）より2024年10月21日閲覧。